# مارتن إدواردز
مارتن إدواردز (بالإنجليزية: Martin Edwards)‏ هو مسير رياضي بريطاني، ولد في 24 يوليو 1945 في تشيشير في المملكة المتحدة.